# Курбанов Сухроб Усманович
Курба́нов Сухро́б Усма́нович (нар. 1 грудня 1946, Курбан-Тюбе, Таджикистан) — іноземний дійсний член Національної академії мистецтв України, таджицький художник, народний художник Таджикистану, народний художник СРСР, тричі лауреат Державної премії Таджикистану імені Абу Абдулло Рудаки в галузі літератури, мистецтва і архітектури, лауреат премії Ленінського комсомолу, професор, дійсний член Академії мистецтв Республіки Киргизстан, член Національної спілки художників України.

## Біографія
Курбанов Сухроб Усманович народився 1 грудня 1946 року в місті Курбан-Тюбе, що у Таджикистані. У 1971 році закінчив Московський державний художній інститут імені Сурикова (майстерня монументального живопису, керівник К. Тутеволь). По 1982 рік викладав у Республіканському художньому училищі. Роком пізніше був обраний головою Таджицької Спілки художників, і пробув на цій посаді аж до 2012 року. У 1989 обраний народним депутатом СРСР.
Сухроб Усманович виключно своїми зусиллями створив й очолив першу в Республіці Таджикистан картинну галерею «Suhrob Art gallery».
Нині художник активно співпрацює з митцями інших країн, зокрема з художниками Росії, України, Китаю, а також займається популяризацією їх творчості у Таджикистані та за його межами. Він є учасником багатьох міжнародних виставок та фестивалів.
Твори митця знаходяться у відомих музеях світу, в Третьяковській галереї, приватних колекціях США, Німеччини, Фінляндії, Греції, Угорщини, Ірану, Іраку та інших країн.

## Звання і нагороди
- народний художник Таджикистану (1986)
- народний художник СРСР (1990)
- тричі лауреат Державної премії Таджикистану імені Абу Абдулло Рудакі в галузі літератури, мистецтва і архітектури (1990, 1996, 2010)
- премія Ленінського комсомолу (1977)
- дійсний член Академії мистецтв Республіки Киргизстан
- член Спілки художників СРСР (1971)
- член Національної спілки художників України (1991).
- нагороджений Золотою Пушкінською медаллю Росії (2000)
- нагороджений срібною медаллю Академії мистецтв Росії (2011)
- нагороджений срібною медаллю ВДНГ СРСР (1973).

## Творчість
- фреска «50 років Таджикистану» (м. Душанбе, палац «Вахдат»)
- гобелени в інтер'єрах Національної бібліотеки імені А. Фірдоусі (у співавторстві)
- гобелени в інтер'єрах Державного цирку (м. Душанбе)
- композиція «Зірки поезії» (м. Душанбе, Будинок письменників імені М. Турсун-Заде)
- живописний твір «Купола Сходу»
- живописний твір «Свято весни»
- живописний твір «Портрет дівчини»
- живописний твір «Подруги»
- живописний твір «Весілля»
- живописний твір «Абстракція № 1»
- живописний твір «Абстракція № 2»
- живописний твір «Абстракція № 3»
- живописний твір «Квіти радості»
- живописний твір «Музиканти»
- живописний твір «Дві папуги»
- живописний твір «Оголена зі спини»
- живописний твір «Дівчинка зі скрипкою»
- живописний твір «Портрет дочки»
- герб міста Душанбе
- державна геральдика Республіки Таджикистан.